# Guider
Guider – miasto w Kamerunie, w Prowincji Północnej, stolica departamentu Mayo-Louti. Liczy około 123 tys. mieszkańców.
W mieście znajduje się lokalne lotnisko. 